# Леонид Черновецки
Леонид Михайлович Черновецки (на украински: Леоні́д Миха́йлович Чернове́цький) е украински политик, бизнесмен и банкер. Гражданин на Израел (1994).
Кмет на Киев и ръководител на Киевския общински съвет (14 април 2006 – 12 юли 2012). Ръководител на Киевската градска администрация (20 април 2006 – 16 ноември 2010). Лидер на Партията на Черновецкий. Народен депутат на Украйна. Кандидат-президент (2004).

## Биография
Завършва Харковския юридически институт. Работи като юрист в прокуратурата. Аспирант (1981), защитава научна дисертация в своя ВУЗ (1984), преподава в Киевския университет „Тарас Шевченко“ (1984 – 1989).
Създава (1989) юридически консултационен център „Правекс“ (негов председател, 1992 – 1996), който прераства в концерн „Група Правекс“ със своя банка „Правекс“. От 2001 година е президент на ассоциацията „Киевски банков съюз“ (през 2005 г. преобразуван в Украински кредитно-банков съюз). Продава (февруари 2008) 100 % акций „Правэкс-Банк“ на италианската група „Intesa Sanpaolo“ за 750 млн. $. В резултат сумата на активите на киевския кмет достига 990 млн. $ (към края на 2007 г.) Собственик (2009) е на ФК „Арсенал“, Киев.
Заслужил юрист на Украйна, почетен работник на прокуратурата на Украйна, доцент по право, доктор по право.

## Отличия
- Орден „Княз Ярослав Мъдри“ V степен (19 август 2008) – за значителен принос за социално-икономическото и културното развитие на украинската държава, трудови постижения и за отбелязване на 17-ата годишнина от независимостта на Украйна
- „Орден за заслуги“ III степен (23 август 2005) – за значителен принос за социално-икономическото, научно и културно развитие на Украйна, значителни трудови постижения и активна гражданска дейност
- Заслужил юрист на Украйна (4 октомври 1997) – за значителни заслуги в укрепването на законността и правния ред, висок професионализъм
- Командор на Ордена на трите звезди (Латвия, 19 юни 2008)
- Орден на честта (Грузия, 2007)